# 大麻はアルコールより安全党
大麻はアルコールより安全党 (英: Cannabis Is Safer Than Alcohol、略称: CISTA) は、大麻の合法化を提唱するイギリスの政党であった。
2015年2月に結成。 2015年イギリス総選挙で候補者を選出し、王立委員会へイギリスの薬物法の見直しを訴えるとしたが当選者は居なかった。
2016年11月3日に党は選挙委員会により登録を抹消され、メンバーたちが集まり国民独立社会思想同盟 (英語: Citizens Independent Social Thought Alliance [略称は同じくCISTA]) を作成した。

## 2015年総選挙

### 2015年5月7日イギリス総選挙
32人の候補者が選出された。
| 選挙区                           | 候補者                               | 票数 | %   |
| -------------------------------- | ------------------------------------ | ---- | --- |
| ベスナルグリーン&ボウ            | ジョナサン・デューウェイ             | 303  | 0.5 |
| キャンバーウェル&ペックハム      | アレクサンダー・ロバートソン         | 197  | 0.4 |
| ロンドン&ウェストミンスター      | エドワルド-ヘンリ・デスフォルガ      | 160  | 0.4 |
| ダンディー東部                   | レスリー・パーカーハミルトン         | 225  | 0.5 |
| イーストロンドンデリー           | ニール・ペイン                       | 527  | 1.5 |
| エディスベリー                   | ジョージ・アンタ―                    | 301  | 0.6 |
| イーシャー&ウォルトン            | マット・ヒーナン                     | 396  | 0.7 |
| グラスゴー中心部                 | ジェームズ・マリス                   | 171  | 0.4 |
| グラスゴー北部                   | ラッセル・ベンソン                   | 154  | 0.4 |
| グラスゴー北東部                 | ジョフ・ジョンソン                   | 225  | 0.6 |
| グラスゴー北西部                 | クリス・マッケンジー                 | 213  | 0.5 |
| グレート・ヤ―マス                | サム・タウンリー                     | 167  | 0.4 |
| ギルフォード                     | ゲリ・スミス                         | 196  | 0.4 |
| ハックニー南部&ショーディッチ    | ポール・バーチ                       | 297  | 0.6 |
| ホルボーン&セント・パンクラス    | シェーン・オードネル                 | 252  | 0.5 |
| インバークライド                 | クレイグ・ハミルトン                 | 233  | 0.5 |
| イスリングトン南部&フィンスベリ― | ジェイ・キルトン                     | 309  | 0.7 |
| ケンジントン                     | トニー・オーガスト                   | 211  | 0.6 |
| リーズ西部                       | マシュー・ウェスト                   | 217  | 0.6 |
| ノースダウン                     | グレン・ドネリー                     | 338  | 0.9 |
| ペイスリー&レンフルーシャー北部  | アンディー・ドイル                   | 202  | 0.4 |
| ルーサーグレン&ハミルトン西部    | イヴォン・マクリーン                 | 336  | 0.5 |
| シェフィールド南東部             | ジェン・バタースバイ                 | 207  | 0.5 |
| ストーク-オン-トレント中心部     | アリ・マジッド                       | 244  | 0.8 |
| ストリートハム                   | アーティフィシャル・ビースト(人工獣) | 192  | 0.4 |
| サロック                         | ジェイミー・バーンズ                 | 244  | 0.5 |
| アッパー バン                    | マーティン・ケリー                   | 460  | 1   |
| ベール・オブ・グラモーガン       | スティーブ・リード                   | 238  | 0.5 |
| ボクスホール                     | ルイス・ジェンソン                   | 164  | 0.3 |
| ウェイクフィールド               | エリオット・バー                     | 283  | 0.7 |
| ウェスト ティロン                | バリー・ブラウン                     | 528  | 1.4 |
| ウォキング                       | デクラン・ウェイド                   | 229  | 0.4 |